# 코퀘트
《코퀘트》(영어: Coquette)는 1929년 개봉한 미국의 드라마 영화로, 샘 테일러가 감독을 맡았다. 배우 메리 픽퍼드는 주인공 노마 역을 맡아 제2회 아카데미 여우주연상을 수상했으며, 이 역은 메리가 연기한 첫 번째 유성 영화 배역이였다.

## 출연

### 주연
- 메리 픽포드
- 자니 맥 브라운

### 조연
- 맷 무어
- 존 세인트 폴리스
- 윌리엄 자니
- 헨리 콜커
- 조지 어빙
- 루이스 베버스

## 기타
- 원작자: 조지 애봇